# Metopa majuscula
Metopa majuscula är en kräftdjursart som beskrevs av Gurjanova 1948. Metopa majuscula ingår i släktet Metopa och familjen Stenothoidae. Inga underarter finns listade i Catalogue of Life.